# حارة اليهود (مسلسل)
حارة اليهود هو مسلسل درامي-تاريخي، من إخراج محمد جمال العدل وتأليف مدحت العدل. المسلسل من بطولة منة شلبي، إياد نصار، ريهام عبد الغفور وأحمد حاتم.

## قصة المسلسل
تدور أحداث المسلسل بدايةً من عام 1948 أثناء حرب فلسطين وتستمر حتى العدوان الثلاثي، وكيف كان شكل الحياة في حارة اليهود وسكانها وقتئذ والأنشطة التي كانوا يمارسونها، وتأثرهم بالأوضاع السياسية في البلاد، وانعكاس ذلك على حياتهم اليومية.

## طاقم التمثيل
| - منة شلبي: ليلى - إياد نصار: علي - ريهام عبد الغفور: ابتهال - سامي العدل - أحمد حاتم: موسى - سيد رجب المعلم فتحي العسال - وليد فواز: النطاط - إنجي شرف تريز - صفاء الطوخي دليلة - سلوى محمد علي - أحمد كمال: هارون - محمود مسعود | - محمد محمود: ألفونس - صبري عبد المنعم - أحلام الجريتلي - ماهر سليم - بطرس غالي: مزراحي - ليلى عز العرب - محمود اللوزي:صويري باشا - هبة عبد الغني: فردوس - بسمة ياسر: فاطمة الحسيني - رانيا منصور - نجيب بلحسن: الضابط جاكوب - رانيا الخطيب: مريم اسطفانوس | - دعاء حجازي زهرة - مصطفى حمزة: سردينة - حمدي عباس - إحسان صالح - سالي حماد: دلال - محمد حماد: حسن - هاني عادل - فرح فيدرا - محمد عبد الحافظ - هشام المليجي - عمرو ممدوح - ياسر علي ماهر | - سامي مغاوري - تارا عماد - لبنى عبد العزيز - ياسر الزنكلوني - أحمد السلكاوي: عنتر الفتوه - نادر فرنسيس - مصطفى درويش - حمدي حفني - عماد إسماعيل - جميل راتب: الشهبندر ناحوم - هالة صدقي: زينات |

الأطفال:
- ملك طارق: طفلة
- يارا ايهاب: طفلة

أشترك في التمثيل: فيفيان - سامر المنياوي - ماجد رفلة - رضا عبد الرازق - هشام منصور - عبد الحميد سند - إميل شوقي - هاني العدوي - عبده العجمي - رامي العسال - عصام توفيق - ماهي سليم - عبد اللطيف الطحاوي - عصام الأشقر - محمود نجيب - شريف الصعيدي - علاء ياسر - محمد علي - عادل عبد السلام - إيميل وديع - نجاح حسن - حسين فتحي - حازم ناصف - صفوت حليم - أشرف عبد الفضيل - علي جمال الدين - طارق والي - أسامة عبد الله - محمد شيرين - ناهد عفيفي: حميده - أحمد سامي العدل - محمود إمام - شادي طه: من العرب - خالد بكير : ظابط مخابرات إسرائيلي - هند رضا - فكري مطاوع: بائع الجرايد في الحارة - شريف توفيق: شوكت - أحمد عبد اللاه

## ملخص الحلقات
عدد حلقات المسلسل 30 حلقة، أول عرض للمسلسل في 1 رمضان 1436هـ - 19 يونيو 2015 وأخر عرض 30 رمضان 1436هـ - 19 يوليو 2015، مدة كل الحلقة 45 دقيقية.
| الحلقة                   | ملخص الحلقة |
| ------------------------ | --- |
| الحلقة الأولى            | تبدأ الأحداث في عام 1948، في ذروة الحرب بين الجيوش العربية والمليشيات الصهيونية في فلسطين. الحرب تؤثر سلبًا على الحياة في حارة اليهود في مصر. الجميع يعيشون في الحارة في تناغم تشوبه المشاكل الاعتيادية بين أي مجموعة من البشر، لكن بلا أي تمييز ديني بين المسلمين والمسيحيين واليهود. الحرب تنجح في تعكير هذا الصفو تدريجيًا. ليلى (منه شلبي) فتاة يهودية مثقفة تعمل في محلات شيكورل، وتحب الظابط المصري المسلم علي (إياد نصار) الذي يحارب على الجبهة. بينما هناك ضلع ثالث يكمل مثلث الحب هذا وتمثله ابتهال العسال (ريهام عبد الغفور) ابنة فتحي العسال (سيد رجب) بلطجي الحارة، والتي تحب بدورها الظابط علي. تقوم ابتهال العسال بتسليط أحد أتباع والدها وهو نطاط الذي يحبها كي يقوم بإيذاء ليلى وإلقاء ماء نار عليها. |
| الحلقة الثانية           | يستبدل الفتوة فتحي العسال ماء النار بماء عادي قبل أن يقوم تابعه نطاط بإلقائه على وجه ليلى، لأنه لا يريد تلويث سمعته كفتوة الحارة، ثم يعاقب نطاط على محاولته الفاشلة لتشويهها. يعود الضابط علي من الجبهة في إجازة قصيرة ويقابل ليلى في محطة القطار وتصحبه إلى الحارة أمام الجميع، الأمر الذي يشعل غيرة ابتهال أكثر، فتحاول التودد إلى علي لكن دون قبول من الأخير. موسى أخو ليلى وابن العائلة اليهودية يبدأ في الاحتداد على أسرته ومن حوله لاقتناعه بفكرة إقامة وطن قومي لليهود على أرض الميعاد، الأمر الذي لا يلقي قبولًا من أسرته. يحاول نطاط الاعتداء على ابتهال الذي استغلته لتنفيذ مخططها، لكنه يهرب خشية الفضيحة، ويأتيه أمر من الإنجليز كي يقوم بالتخلص من فتحي العسال نهائيًا الذي أصبح يسبب لهم العديد من المشاكل، في مقابل أن يصبح الفتوة الجديد لحارة اليهود. |
| الحلقة الثالثة           | يخدع موسى أمه ويخبرها أنه ذاهب إلى الإسكندرية، لكنه في الحقيقة يسافر إلى الأراضي الفلسطينية دون علم أحد ليساعد اليهود هناك في حربهم ضد الجيوش العربية.تتمكن ليلى اخته من كشف سره وتخبر والديها عن نواياه وخيانته للوطن الذي تربى فيه. وفي نفس التوقيت يعود الظابط علي إلى الميدان مرة أخرى ليجد أن كفة المعركة أصبحت في صالح المليشيات الإسرائيلية وأن النصر يتفلت من أيدي العرب. بينما في الحارة يحاول نطاط القضاء على الفتوة فتحي العسال، لكن الأخير يلقنه درسًا لن ينساه أمام الجميع ويعلن أنه مازال أقوى فتوة في الحارة. وتعلم ليلى أن ابتهال العسال هي من حاولت تشويهها بماء النار وتذهب إليها وتواجهها بمدى كرهها لها. |
| الحلقة الرابعة           | بعد الهزيمة في المعركة، يقع الظابط علي في الأسر، ويبدأ الجيش الإسرائيلي في تعذيبه لكسر شوكته وانتزاع بعض المعلومات منه. وفي حارة اليهود، تعيش ليلى في حالة من القلق العارم على حبيبها الذي انقطعت أخباره منذ مدة طويلة، فتذهب إلى إحدى صديقاتها ذوات الصلات العالية لتحاول أن تأتي لها بأي معلومات عنه، وعندما تخبرها صديقتها بأن علي قد أصيب في المعركة ومصيره الآن مجهولًا، تنهار ليلى تمامًا وتقع طريحة الفراش. |
| الحلقة الخامسة           | تفجيرات إرهابية تقع في الحارة للمرة الأولى في تاريخها، ويتم الشك في كل الأطراف. يعود موسى من الأراضي الفلسطينية المحتلة إلى حارة اليهود، ليستقبله الجميع بالترحيب غير عالمين أنه كان يحارب ضد العرب. فقط الطرشجي وابنه حسن المنضمان لجماعة الإخوان المسلمين هما اللذان يبدآن بالشجار معه لشكهم فيه، لكن أهل الحارة ينجحون في الفصل بين ثلاثتهم. ومن ناحية أخرى تختطف ابتهال ابنة فتحي العسال فتوة الحارة، ويجن جنون والدها ويتهم الجميع بما فيهم ليلى ابنة هارون اليهودي للعداوة السابقة بينهما، ويعقد فتحي العسال مجلس مع كبير الفتوات بحضور الجميع ويتهم فيه أيضًا نطاط باختطاف ابنته، لكن الأخير ينكر، فيطالب العسال بتطبيق (البشعة) لمعرفة إذا كان نطاط صادقًا أم كذاب. |
| الحلقة السادسة           | يبحث الفتوة فتحي العسال بجنون عن ابنته المختطفة ابتهال، ويخرج نطاط من دائرة الشك بعد تطبيق (البشعة) عليه. تعود ابتهال بعد ذلك إلى الحارة فجأة، دون أن يعلم أحد من اخطتفها ولا لماذا أعادها هكذا دون أية مطالب؟ ثم نكتشف أن المختطفة كانت صاحبة بيت البغاء التي تحب فتحي العسال وتشعر بالغيرة عليه من الفتاة الجديدة التي تعمل عندها في بيت البغاء. يحاول الظابط علي الهروب من أسر الجيش الإسرائيلي وينجح جزئيًا في ذلك، لكن بعد مطاردة طويلة تبوء محاولته بالفشل، ويعود إلى السجن مرةً أخرى. تعرف ليلى أن هناك هدنة بين الجيوش العربية والجيش الصهيوني وأن هناك اتفاقية لتسليم الأسرى ستتم قريبًا، فتذهب في الميعاد فرحة لاستقبال علي على محطة القطار بالورود، لكن جميع الأسرى يعودون وهو لا. |
| الحلقة السابعة           | تعود ليلى إلى الحارة وحيدة دون وصول علي، وتفقد الوعي من الحزن عند مدخل بيتها. أهل الحارة جميعًا يأكلهم القلق على مصير جارهم وصديقهم المفقود في الحرب، ولكن ليس في أيديهم شيء ليصنعوه. نعرف بعد ذلك أن الضابط الإسرائيلي الذي يضطهد علي قد مسح اسمه من السجلات كي لا يعيده مع باقي الأسرى، ولكن البدوي الفلسطيني الخائن يبرز جانبًا آخر من شخصيته ويخبر علي أنه سيساعده على الهرب من أسر الصهاينة. وفي الحارة تستيقظ ليلى فجرًا بعد أن تتعافى نسبيًا من الإرهاق والحزن الذي أحل بها وتذهب إلى الشرفة كي تستنشق بعض الهواء، لتجد عمل إرهابي يحدث في الحارة، حيث يقوم أحدهم بإلقاء زجاجة مولتوف داخل محل المانيفاتورة الخاص بوالدها هارون، ليشتعل كل شيء. |
| الحلقة الثامنة           | يشارك جميع أهل الحارة في إطفاء حريق محل الأقمشة الخاص بجارهم اليهودي هارون، ولكن النيران تأكل كل شيء وتترك هارون مفلسًا. يذهب والد علي ومجموعة من أهل الحارة إلى منزل هارون ويعرضون عليه مساعدتهم لكنه يرفض، وتضطر ليلى بعد ضغط كبير من والدتها وموسى أخوها والظروف المحيطة بها قبول الزواج من صفوت ابن الباشا كي تنقذ والدها من الإفلاس، خصوصًا وإنها لا تعلم مصير حبيبها علي الذي انقطعت أخباره تمامًا. وفي نفس التوقيت، تبدأ ابتهال العسال محاولة اختراق عالم الفن عن طريق الرقص، خصوصًا مع وجود والدها الفتوة فتحي العسال في السجن. |
| الحلقة التاسعة           | تبدأ تحضيرات حفل زفاف ليلى على صفوت ابن الباشا، وتخوض ليلى كل تجهيزات الزواج وهي تشعر بحزنٍ كاسح بداخلها، لإحساسها أنها تخلت عن حبيبها علي. يدفع الباشا لهارون مبلغ 10 آلاف جنيه كمهر ليلى، يستخدمهم هارون في إعادة بناء محله وتسديد ديونه. في نفس التوقيت، وبعد هروبه من الأسر وقضاؤه فترة نقاهة مع أسرة بدوية من الفلسطينيين، يحاول علي اختراق الحدود المصرية كي يعود للوطن، ويكاد يقبض عليه مرةً أخرى لكنه ينجو بمعجزة ويقفز إلى القطار، وينجح في العودة إلى الحارة سالمًا لكن في نفس الليلة التي يقام فيها زفاف ليلى على صفوت. |
| الحلقة العاشرة           | ظهور علي العائد من الحرب وسط الحارة في ليلة زفاف ليلى على صفوت ابن الباشا يقلب كل شيء رأسًا على عقب، حيث تترك ليلى عريسها قبل التوقيع على عقد الزواج بلحظات فقط، وتذهب لعلي الذي ينظر لها أسفًا ويتركها ويمضي عائدًا إلى منزله. تُعامل ليلى بعد ذلك أسوء معامله من الجميع وخصوصًا من موسى أخوها ومن والدتها على فعلتها والفضيحة التي تسببت لها وللأسرة كلها وسط الحارة، لكنها تتحدى الجميع وتتمسك بحبها لعلي. وتحاول أكثر من مرة أن تقابل علي لكنه يتهرب منها، وتتنكر لها أخته وأمه، ويعاملنها معاملة قاسية، إلى أن تذهب إلى الوحدة العسكرية التي يعمل بها علي وتضطره للحديث معها، لكنه يقوم بتوصيلها إلى الحارة ويخبرها أن حبهما قد انتهى تمامًا، وأنها خانته. وفي نفس التوقيت، يطالب الباشا هارون بالـ 10 آلاف جنيه الذي أخذهم كمهر ليلى، وتقوم صديقة ابتهال العسال بمحاولة إقناعها أن تعمل راقصة في ملهى الأوبرج، لكن ابتهال تعترض في البداية، ولكن رويدًا رويدًا تبدأ في التفكير في العرض. |
| الحلقة الحادي عشر        | تعيش ليلى أوقاتًا عصيبة بعد تخلي علي عنها ورفضه العودة إليها مرةً أخرى، ويبدأ علي في العيش مستهترًا ويتردد على الملاهي والبارات التي ينسى فيها حزنه. يبدأ البوليس السياسي في كسر شوكة جماعة الإخوان المسلمين بعد اغتيال النقراشي باشا وشكَُهم أن يكون الفاعل من الجماعة، ويأخذون جميع المشتبه فيهم إلى المعتقلات، ويكون حسن ابن الطرشجي واحدًا من المطلوبين. يحاول علي التوسط له لكن دون فائدة. تذهب ابتهال إلى علي في محاولة لكسب وده بعد أن علمت أنه ترك ليلى لكنه يخبرها أنهم مجرد جيران وأنه ليس على استعداد للارتباط بها. تهرب ابتهال من بيت والدها وتذهب إلى منزل متعهد النجوم والراقصات وتقيم عنده، ويقوم بتشغيلها كراقصة في أحد الملاهي الليلية، ويعدها بأنها يومًا ما ستصبح نجمة الأوبرج وستخطف عيون الملك ذاته. لكن والدها فتحي العسال وفتوة حارة اليهود يخرج أخيرًا من السجن، ولا ينوي خيرًا لكل من خانوه. |
| الحلقة الثاني عشر        | بعد خروجه من السجن، يعلم الفتوة فتحي العسال أن ابنته ابتهال قد هربت من المنزل، فيقوم بإرسال رجاله في كل مكان للبحث عنها. ليلى تذهب إلى المعبد اليهودي لقضاء ليلة كاملة هناك تغتسل فيها من البئر المقدس، عسى أن يشفيها من الصدمة العصبية التي تعرضت لها بعد رفض علي أن يستمر في علاقته معها. يذهب نطاط بصحبة رجاله إلى أحد الملاهي الليلية لقضاء وقت ممتع ليجد أن الراقصة هي ابتهال ابنة فتحي العسال، فيذهب سريعًا ويخبر صديقة الفتوة صاحبة بيت البغاء، والتي تذهب بدورها وتخبر العسال أن ابنته تعمل راقصة في ملهى ماجيستك. ليذهب بعدها ينتظر خروجها من باب الملهى وفي يده مدية مشحوذة. |
| الحلقة الثالثة عشر       | يشاهد فتحي العسال ابنته ابتهال على باب الملهى الليلي الذي تعمل فيه فيتقدم ناحيتها وفي يده مدية ليقتلها، لكن حرس الملهى الليلي يلتفون حوله ويوسعونه ضربًا. يعود العسال إلى حارة اليهود مهزومًا وضعيفًا، ويخبره رجاله أنه لم يكن عليه أن يذهب وحده لينتقم لشرفه، وأنه كان ولابد أن يأخذهم معه، لكنه يخبرهم أن هذا ثأره هو وأنه يجب أن ينهي الأمر بنفسه. يبدأ النطاط في استقطاب رجال فتحي العسال ناحيته بعد أن أصبح (بك)، ويعدهم بالمال والمجد إذا انضموا له. تبدأ ليلى في التعافي بعد قضاءها ليلة كاملة في المعبد اليهودي، ويأتي بعض من زملائها في محل شيكوريل ليطمأنوا عليها، وتعلم ليلى من إحداهما أنها رأت علي -حبيبها السابق- بصحبة امرأة أخرى، فيجن جنون ليلى وتنتظر قدوم علي ليلًا وهو سكران وتقرِّعه بالكلام وتخبره أنه لم يعد له مكان في حياتها، ثم تعود إلى غرفتها لتحرق خطاباته وصوره، وتذهب بعدها إلى أخوها موسى وتقول له أنها على استعداد أن تذهب معه إلى إسرائيل كما كان يتمنى دومًا. |
| الحلقة الرابعة عشر       | تبدأ ليلى في تجهيز نفسها للسفر إلى إسرائيل، ويحاول والدها هارون ووالدتها تغيير رأيها لكن دون فائدة. تخبر والدة ليلى جيرانها في الحارة أن ابنتها ستسافر إلى باريس لتستجم لبعض الوقت. وعلى الناحية الأخرى يبدأ علي في لفظ حالة فقدان الوعي التي يمر بها، ويعود لعمله بالجيش، ويشارك في التنظيم الضباط الأحرار السري الذي يهدف إلى الإطاحة بالملك والإنجليز، ويقوم بشراء آلة كاتبة هو وضباط التنظيم ويبدأون في توزيع منشورات تحرض ضد الحكم. تعود لعلي الرغبة في الحياة وفي الحب، ويذهب فرحًا ليقابل ليلى ويحاول أن يسترضيها، لكنه يجد أنها قد سافرت بالفعل. |
| الحلقة الخامسة عشر       | يكتشف اسطيفانوس أفندي أن زوجته تخونه مع موسى اليهودي ابن هارون، فيثور ثورة عارمة ويعنفها بشده، ويخبرها أنه لن يطلقها فقط إكرامًا لابنته التي لا ذنب لها. تبدأ جماعة الإخوان المسلمين في اختيار مرشد جديد لها بعد اغتيال قائدهم حسن البنا. وفي إسرائيل، تبدأ ليلى في الاستماع إلى الشباب اليهودي المهاجر إلى الأرضي المقدسة لإقامة الجنة على الأرض، ولا تشعر بأن هذا يلقي قبولًا في روحها. تبدأ مارسيل في مطاردة علي كي يعود لعلاقتها معه، لكنه يرفض بشدة، مما يدفعها للإبلاغ عنه بانه يعمل في تنظيم سري بالجيش يهدف للإطاحة بالملك والإنجليز، وهذا بعد أن سمعته هو وأصدقاؤه يتحدثون في أحد الأماكن العامة عن فدائيو السويس. يقوم علي بشراء سيارة ويستخدمها في خدمة الحركة السرية ويقوم بتهريب أسلحة للفدائيين، ويعود من جديد للتفكير في ليلى بعد أن عاد له صوابه. تقوم زهرة بالاتفاق مع نطاط على أن تحاول الإيقاع بمجموعة المقاومة الشعبية التي تقتل الضباط الإنجليز، وتستدرج إحدى السيدات التي تعمل مع المعلمة زينات في بيت البغاء وتعرف منها معلومات سرية وتقوم بالإيشاء بهم جميعًا، لنكتشف أن من ضمن المجموعة زينات نفسها، واسطيفانوس أفندي، والمعلم طناني صاحب القهوة في حارة اليهود.                                                                                        |
| الحلقة السادسة عشر       | بعد القبض على مجموعة المقاومة الشعبية التي تتضمن المعلمة زينات واسطيفانوس أفندي والمعلم طناني صاحب القهوة، يبدأ البوليس السياسي في استجوابهم بعنفوتعذيبهم ليعترفوا بكل شيء. وفي الحارة يعلم الفتوة فتحي العسال وجميع من في الحارة ببطولة هؤلاء، فيبدأون في محاولة مساعدتهم بشتى الطرق، ويقرر العسال رفع الإتاوة عن كل الأسر التي قبض على أفراد منها باعتبارهم أبطالًا. يذهب نطاط إلى الملهى التي تعمل فيه ابتهال العسال ويقوم بإغراقها بالأموال وهي ترقص، لكنها تجمع المال وتلقيه في وجهه وتنشب مشاجرة حامية بينهما ويتوعدها نطاط بإيذائها. يقوم علي باستقطاب صبي القهوة ليعمل معه في التنظيم السري ليساعده في توزيع المنشورات، لكن أحد المخبرين يقبض عليه وهو يضع المنشورات في صندوق البريد. وفي إسرائيل، تتعرف ليلى على شاب يهودي قائد معسكر الكيبوت الذي يبدأ في التقرب لها والتودد إليها، لكنها تصطدم معه فكريًا ولا يجد الاثنان أرضًا مشتركة فيما بينهما سوى الموسيقى التي يعزفها الشاب والتي تحب ليلى الاستماع إليها. |
| الحلقة السابعة عشر       | يتم القبض على صبي القهوة سردينة وهو يحاول توزيع المنشورات عن طريق البريد، ويبدأ القلم السياسي في تعذيبه بقسوة للاعتراف على الشخص الذي أعطاه المنشورات، لكنه يصمد. وتأتي بعدها الشرطة إلى الحارة لتفتيش القهوة لكنهم لا يعثرون على شيء. يقرر الفتوة فتحي العسال أن يفتح القهوة بنفسه ويديرها في ظل غياب المعلم طناني والصبي سردينة كي لا يقف حالها، ويجعل رجاله يعملون على خدمة الزبائن مما يثير غضبهم بشدة. يعود حسن ابن الطرشجي من المعتقل فيسعد الجميع، خصوصًا اخت علي التي تذهب وتقابله ويطلب منها مقابلة والدها ليتزوجها. بينما تبدأ ابتهال العسال في شق طريق المجد والشهرة عن طريق الصحفي الكبير الذي يعجب بها وبفنها ويكتب عنها مقالًا يرفع من اسمها عاليًا في سماء الفن. وفي الأراضي المحتلة، تقوم جماعة من المقاومة الفلسطينية بالهجوم على معسكر اليهود، ويصاب ليفي برصاصة في كتفه منقذًا ليلى من موت محقق. |
| الحلقة الثامنة عشر       | بعد إصابة ليفي بعيار ناري في كتفه، تبدأ ليلى في الاعتناء به وتمريضه، ويحكي لها قصة كفاحه الطويلة وسبب قدومه إلى فلسطين لإقامة وطن قومي لليهود. تتاثر ليلى بقصته وتبدأ رويدًا رويدًا في التقرُّب منه والإعجاب به. يقوم ليفي بتعليمها كيف تطلق النار وكيف تحمي نفسها، وفي إحدى جولاتهما سويًا يقوم طفل فلسطيني بإطلاق عيار ناري عليهما، ويسقط ليفي أرضًا، فتستدير ليلى وتطلق النار على الطفل وتصيبه في ساقه، ويأمرها ليفي بغضب أن تقتله، لكنها تلقي بالسلاح أرضًا وتركض باكية. وفي يوم لاحق وهي تقوم بالحراسة على بوابات المعسكر، ترى طفل فلسطيني يحمل قطة ويقترب منها لكنه يفزع حينما يشهر الحارس الآخر السلاح في وجهه ويهرب، فتأخذ ليلى قطته وتذهب لتعطيها له وتتعرف على بعض القبائل الفلسطينية الذين يستقبلونها بترحاب عندما يعلمون أنها مصرية وعربية. وفي حارة اليهود، وبعد معرفة علي أن ليلى وموسى في فلسطين يجن جنونه ويذهب إلى أمهما غاضبًا وتحدث بينهما مشاجرة عارمه تطرده بعدها من منزلها، ويعرف أهل الحارة جميعًا أن ليلى وموسى ليسا في فرنسا كما ادعيا قبل ذلك، ويبدأ الجميع معاملة هارون معاملة سيئة، وتطلب منه زوجته أن يتركا الحارة لأنها لم تصبح مكانهما بعد الآن. يعلم فتحي العسال أن نطاط سيكون متواجدًا بمفرده على أحد المقاهي في وسط البلد، فيذهب إليه ساعيًا للانتقام. |
| الحلقة التاسعة عشر       | يقع فتحي العسال في الكمين الذي نصبه له نطاط، حيث يلتف رجال الأخير حول العسال ويوسعونه ضربًا، ثم يضعونه على عربة جر ويرسلوه مهزومًا ومحطمًا إلى الحارة. تعرف ابتهال ابنته بالحادثة فتذهب لرؤية أبيها فاقد الوعي وتترك نقود له في المنزل وترحل مرة أخرى. يذهب خليل الطرشجي إلى والد علي ليطلب يد ابنته لابنه حسن، ويخبره والد علي أن يترك له فرصة للتفكير. وفي الأراضي المحتلة، تذهب ليلى إلى عُرس الأسرة الفلسطينية البدوي لتشاركهم الفرح، لكن في وسط العُرس يأمر ليفي الفتاة التي يحبها موسى أن تطلق النار على العريس وتقتله، وبالفعل تصيب الطلقة الشاب، وينفض الفرح ويهرب الجميع فزعًا، وتقف ليلى وحدها مذهولة ومصدومة. |
| الحلقة العشرون           | بعد إطلاق النار على العريس الفلسطيني في ليلة زفافه، تعرف ليلى أن المدبِّر هو ليفي، فتذهب إليه وتخبره أنه أصبح أكثر نازية من هتلر ذاته، وتثور في وجهه وتطلب منه ومن أخوها موسى أن يرسلوها إلى مصر. لكنه يرفض ويرسلها إلى معتقل إسرائيلي حيث تلقى كل أنواع العذاب باعتبارها جاسوسة مصرية. وفي حارة اليهود، يستمر الضابط علي في الكفاح ضد الملك والإنجليز، وينضم له المزيد من الضباط من الداخلية. |
| الحلقة الواحد والعشرون   | يستمر تعذيب ليلى داخل معتقلات الصهاينة بعنفٍ بالغ، ويذهب والدها هارون إلى والدة صفوت عريسها السابق كي يطلب منها مساعدته في الاطمئنان عليها لكنه لا يوَّفق. وبعد تأكُّد ليفي والمخابرات الإسرائيلية أن ليلى ليست جاسوسة أو عميلة لمصر يقومون بإطلاق صراحها وإلقائها على الحدود المصرية بعد قص شعرها بالكامل. وفي هذه الأثناء يستمر كفاح علي مع زملائه في الجيش ضد الملك والإنجليز، بينما يقوم نطاط ابن حارة اليهود بتوريد الطعام إلى الجيش الإنجليزي في القنال. |
| الحلقة الثانية والعشرون  | بعد إلقائها على الحدود المصرية، يعثر الجيش المصري على ليلى، وعندما يعلمون أنها من حارة اليهود، يتم استدعاء علي بصفته جار قديم لها ليتسلمها. وما أن يقابل علي ليلى تذوب كل الضغائن والمشكلات التي حدثت بينهما، ويشملها علي بحبه ورعايته، ويضعها في مستشفى خاص عند صديق له حتى تتعافى قبل أن يخبر أهلها أنها عادت حتى لا يروها في هذه الحالة البائسة. ومن ناحية أخرى يبدأ الخواجه مزراحي اليهودي في التفكير في إرسال أمواله خارج مصر مثل العديد من اليهود، وتحاول مارسيل مساعدته. تعود ليلى إلى الحارة وسط فرحة الجميع، ويقوم علي بإخبار أهله أنه مُصر على الزواج منها مهما كانت الظروف أو الذي حدث من قبل بين الأسرتين. |
| الحلقة الثالثة والعشرون  | بعد أن فقد هيبته في الحارة وإذلال الجميع له، يبدأ فتحي العسال بالتوجُّه إلى الله ويذهب إلى المسجد ليصلي. يأخذ نطاط دروسًا في اللغة وفي الإتيكيت من مدرسين خصوصيين كي يصبح لائقًا للترشُّح للبرلمان. ثم يذهب إلى الحارة ويعلن للجميع أنه ينوي أن يمثلهم في الدائرة التي تضم حارة اليهود. وبعدها، تذهب مارسيل إليه وتنضم له في أعماله غير المشروعة وتتفق معه على تهريب أموال اليهود خارج البلاد مقابل نسبة. وفي الحارة، يخوض علي صراعًا مع أهله ليقنعهم فيه أنه لا ينوي التخلي عن ليلى، وتخوض ليلى نفس الصراع مع أهلها. يعود موسى من إسرائيل، وبمجرد دخوله الحارة يقوم خليل الطرشجي وابنه حسن بافتعال مشاجرة معه وضربه بعصا على رأسه ليسقط فاقدًا الوعي. |
| الحلقة الرابعة والعشرون  | بعد سقوط موسى مغشيًا عليه وهو ينزف من رأسه من جراء مشاجرته مع خليل وابنه حسن، يركض إليه علي بصحبة هارون والد موسى ويحملانه إلى السيارة كي يذهبا به إلى المستشفى. وفي نفس التوقيت يأتي ظابط ليخبر علي أن الضباط الأحرار قد تحرَّكوا الآن وأن عليه التواجد في المقر على الفور، فيخبره علي أنه سيلحقه سريعًا. بعد إفاقته من الإصابه، يقابل موسى صديقه صفوت ويخبره أنهم سيستمرون في تهريب الشباب اليهودي خارج مصر. تنجح حركة الضباط الأحرار، وتقوم ثورة 23 يوليو 195 2، ويتم الإفراج عن كل المعتقلين السياسيين من سجون القلم السياسي، ويعود كلٍ من المعلم طناني واسطيفانوس أفندي والمعلمه زينات إلى الحارة رافعين رؤوسهم باعتبارهم أبطالًا شاركوا في الكفاح الوطني ضد الإنجليز. |
| الحلقة الخامسة والعشرون  | كل من في حارة اليهود يبدو سعيدًا ومتفائلًا بعد الثورة، ومن ناحية أخرى، تقوم مارسيل بمساعدة نطاط ورجاله في تهريب أموال والدها إلى خارج البلاد وينجحان في ذلك. وفي هذه الأثناء، تبدأ جماعة الإخوان المسلمين في إعادة تقييم أمورها من جديد لترى أين ذهبت موازين القوى الآن لتتبعها كي تحقق مصالحها الخاصة. وتذهب المعلمة زينات إلى العسال لتصالحه ثم تطلب منه أن يتزوجها فيوافق. بينما تقوم ابتهال العسال بتمثيل دورها في أحد الأفلام بمشاركة مارسيل مزراحي معها في المشهد، مما يجعل الأمر يتطور إلى مشكلة كبيرة تُفقِد ابتهال دورها في الفيلم. وعلى أطراف الحارة ليلًا، تنتظر المعلمة زينات فتاة الليل زهرة التي أخذت منها بيت البغاء الخاص بها وهي في السجن، وتقوم بضربها على رأسها بنبوت الفتوة فتحي العسال الذي أهداه لها كمهر زواجهما. |
| الحلقة السادسة والعشرون  | تقوم المعلمة زينات بضرب فتاة الليل زهرة بنبوت العسال على رأسها أكثر من مرة حتى تقتلها وتهرب. يطارد نطاط حبيبته القديمة ابتهال في كل الملاهي الليلية ويسبب لها مشاكل كبيرة حتى لا يرضى أي ملهى بعد ذلك بالسماح لها بالعمل فيه وتصبح منبوذة، ثم يبدأ نطاط في ترتيب أموره للسفر خارج البلاد وترك مارسيل ورجاله خلفه بعد أن علم أن جلاء الإنجليز عن مصر قريب. وفي حارة اليهود، يفاتح علي الأستاذ هارون في مسألة زواجه من ابنته ليلى، لكن هارون يفهمه بالهدوء أن الأمر صعب وليس بالسهولة التي يتوقَّعها، فيبدأ علي وليلى في التخطيط لإتمام زواجهما رغمًا عن الجميع. |
| الحلقة السابعة والعشرون  | تذهب المعلمة زينات للاختباء في بيت العسال حتى لا تعثر الشرطة عليها بعد قتلها لزهرة، فيقرر العسال حمايتها ويتزوجها على الفور ويبقيها معه في البيت. يقرر الخواجه مزراحي أن يبيع محل الذهب الذي يمتلكه ضمن خطته لتصفية جميع أعماله في مصر، ويعرض عليه خليل الطرشجي الإخواني أنه سيشتريه، ويفعل ذلك بمساعدة الجماعة التي تقرر أن تمده بالمال ليتوسع نفوذهم في الحارة. يتم طرد ابتهال ابنة العسال من المنزل الذي تقطن فيه، وتجد نفسها مضطره للعودة إلى بيت والدها فتحي العسال في الحارة، الذي ما أن يعلم بقدومها حتى يقرر أن يترك البيت على الفور وأن يأخذ زينات معه. يذهب العسال بعد ذلك إلى بيت نطاط ويحيك له مكيدة بواسطة أحد رجاله القدامى، ويقوم بضرب نطاط على رأسه بالنبوت. |
| الحلقة الثامنة والعشورن  | بعد قتله لنطاط، يعود فتحي العسال إلى حارة اليهود ويهرب هو وزينات من المنزل للاختباء من الشرطة. تعلم مارسيل بمقتل نطاط وتعلم أيضًا أن أموال والدها وأموالها قد ضاعت للأبد، وينهار الخواجه مزراحي عند معرفته بالتطورات الأخيرة. تأتي الموافقة لعلي من القيادة العليا على زواجه من ليلى اليهودية، فيذهب سريعًا ليخبرها أنهما سيهربان من الحارة ويتزوجان. تترك ليلى خطاب إلى والديها تخبرهما فيه أنها تحبهما للغاية، وأنه تعتذر لكونها اضطرت أن تتزوج علي بهذه الطريقة. ينهار موسى وتنهار زوجته ويقرران ترك الحارة خوفًا من الفضيحة، وفي يوم عقد قران علي بليلى يأتي أحد الضباط أصدقاء علي ويخبره بخبر غير سار من الممكن أن يوقف زواجه من حبيبته ليلى ويقضي على حلمهما نهائيًا. |
| الحلقة التاسعة والعشرون  | بعد أن حامت الشكوك حول تورُّط موسى ومجموعة من الشباب اليهودي في التفجيرات الأخيرة، يصير من الصعب أن يتزوج علي من ليلى بسبب عمله كضابط جيش. يأتي موسى إلى المنزل ويخبر والدته ووالده وليلى أن عليهم جميعًا الهروب من البلد إلى إسرائيل، ولكن لا يوافقه سوى والدته التي تترك المنزل وتسافر معه، تاركة خلفها هارون وليلى. يتم التحقيق مع ليلى وهارون في القضية وعندما يتم التأكد عدم طورُّتهم في الأمر يُطلق سراحهم، لتقرِّر ليلى في النهاية أن الحياة في مصر أصبحت شبه مستحيلة على اليهود، وتخبر والدها أنهم سيسافرون إلى فرنسا، يوافق هارون على مضض، وتودِّع ليلى علي وتخبره أن زواجهما أصبح مستحيلًا وأن الواقع أقوى من خيالهما وحبهما، وفي يوم السفر تفتح ليلى باب الغرفة لتجد والدها قد توفي من الحزن على حاله وبلده. |
| الحلقة الثلاثون والأخيرة | بعد موت هارون ودفنه وأخذ العزاء فيه من قبل جميع أهل حارة اليهود، تقرِّر ليلى السفر إلى فرنسا بمفردها. ويحاول الجميع إثنائها عن قرارها هذا لكن دون فائدة. وفي نفس التوقيت تهرب اخت علي من المنزل للزواج من حسن ابن خليل الطرشجي وتترك لعائلتها خطاب تخبرهم فيه أسباب تركها للمنزل، لكن حسن يهرب بدوره من محاولة القبض عليه، وتأتي الشرطة وتعتقل والده في محاولة للإيقاع به. تختار ليلى يوم يكون فيه علي منتدبًا في الجيش وتترك الحارة ورائها متَّجهة إلى فرنسا، وتترك خطاب وداع حزين ومطول لعلي تخبره فيه أنها لن تنساه طيلة العمر وأنه سيظل حبها الأول والوحيد. يعود علي فرحًا من الجيش لموافقة رؤساؤه على زواجه منها، لكنه يدرك أن الآوان قد فات، ويجد خطاب ليلى في انتظاره...ويجلس الضابط حزينًا يقرأ خطاب الوداع بينما ليلى المحطَّمة تكون في طريقها إلى فرنسا على متن الباخرة بلا أمل في العودة. |

## هوامش
- كان من المقرر أن يقوم (هاني سلامة) ببطولة المسلسل، لكنه إعتذر، لتتم الاستعانة بإياد نصار.[36]